# Fleurshof (Oberaußem)

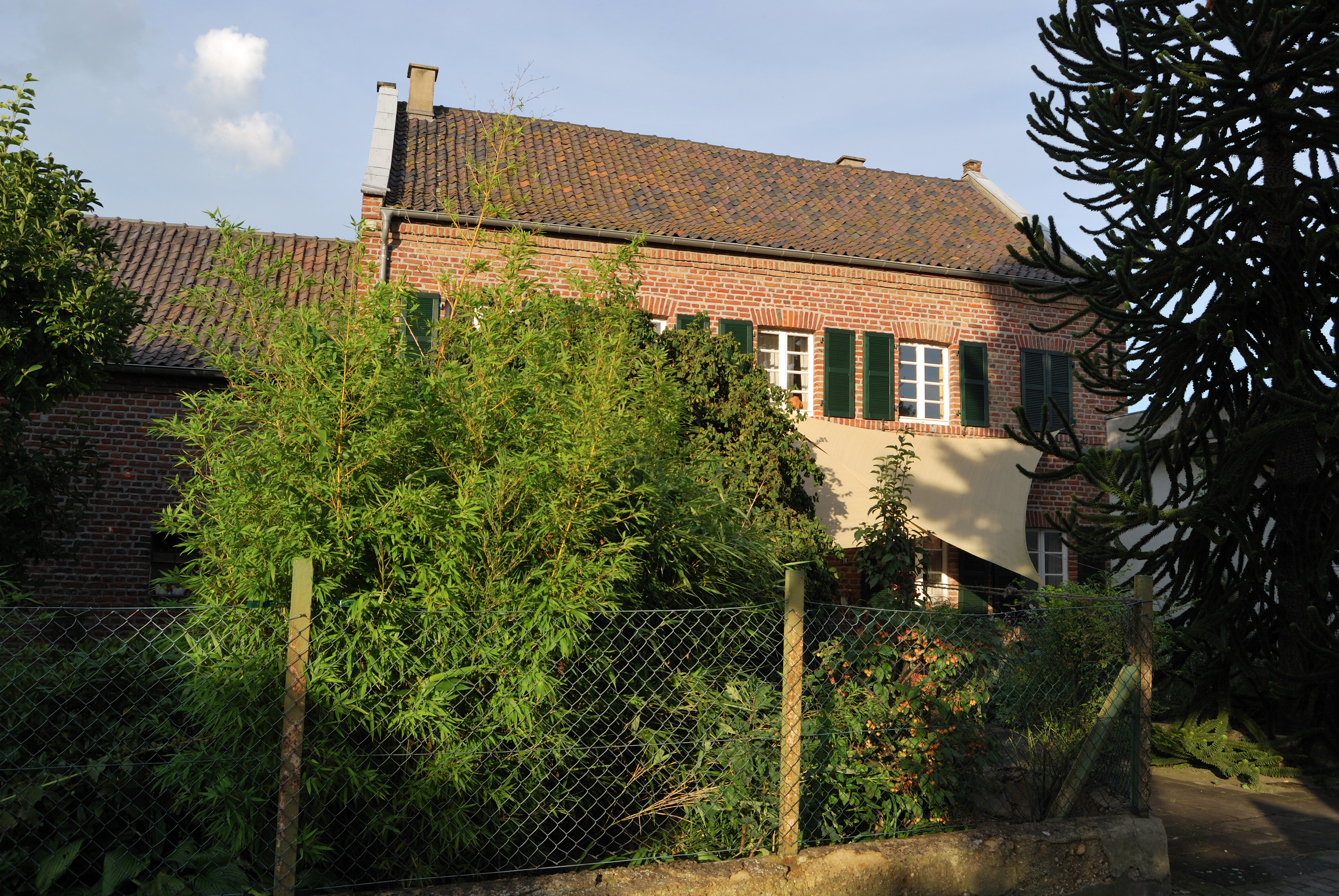
Das Wohnhaus des Fleurshofes

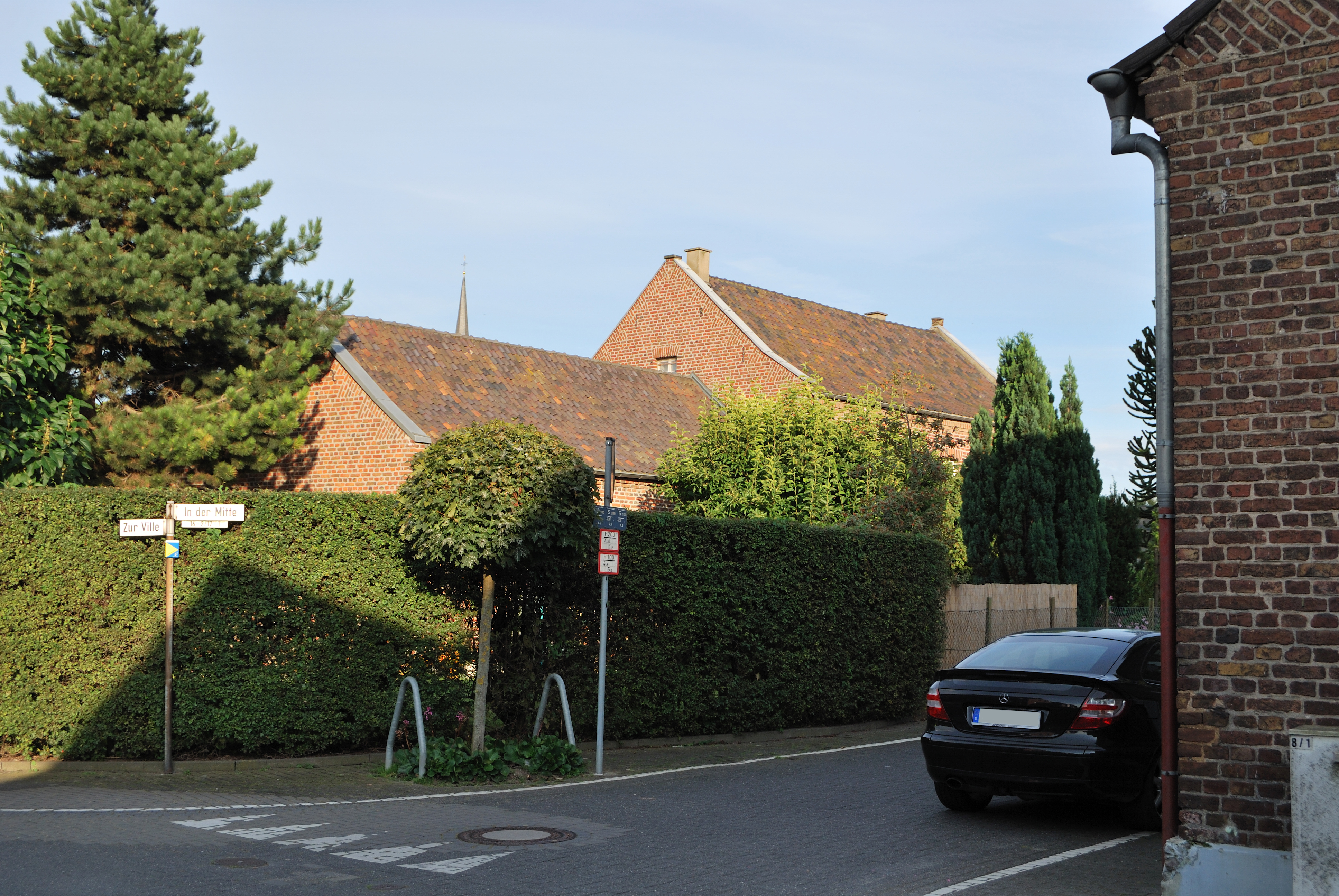
Wohnhaus mit Wirtschaftsgebäude

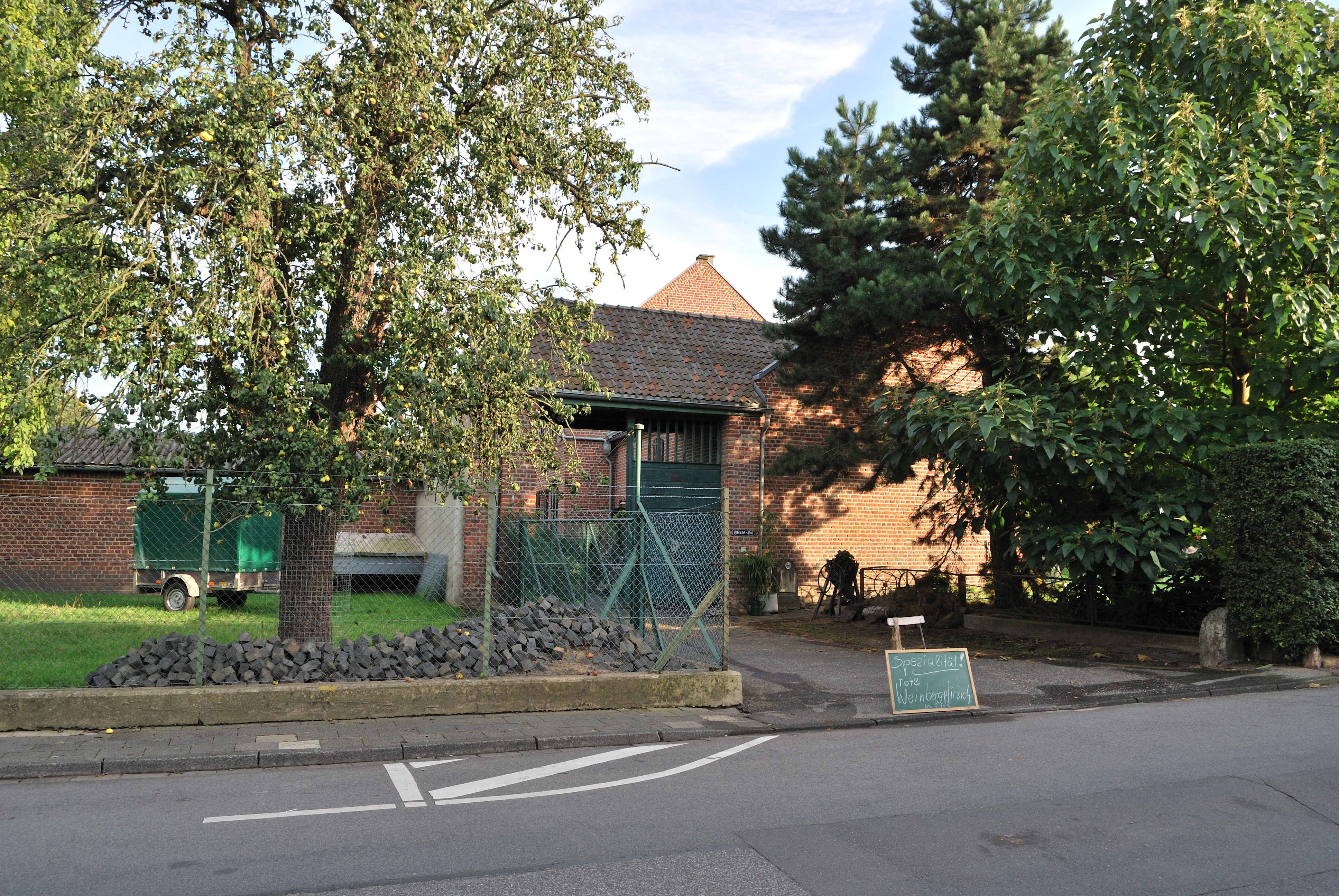
Hofeinfahrt

Der Fleurshof, auch Galenhof genannt, ist ein denkmalgeschütztes Rittergut in Oberaußem.

## Geschichte
Erstmals urkundlich erwähnt wird die Hofanlage im 17. Jahrhundert als Sitz des Freiherrn Franz von Galen. Der Linie von Galen folgte das Freiherrliche Geschlecht von Loyson, welches aber im 18. Jahrhundert in der Freiherrlichen Familie von Berken aufging, die 1744 das Gut übernahm. Lehnsherr des Gutes war zeitweise die Reichsabtei Kornelimünster. 1778 wurde der Hof vom Freiherrn von Cloudt erworben. 
Zur Zeit der französischen Besatzung von 1794 bis ca. 1815 diente das Gut als Lazarett für verwundete französische Offiziere. Diesem Verwendungszweck verdankt der Hof höchstwahrscheinlich seinen heutigen Namen „Fleurshof“. Es ist überliefert, dass Napoleon bei seinem Besuch in Bergheim auch seine verletzten Offiziere besuchte, die im Fleurshof untergebracht waren. Nach der Niederlage Napoleons bei der Schlacht von Waterloo ging der Fleurshof in den Besitz der Familie Hintzen über, die den Hof 1841 teilweise erneuerte.
Zum Rittergut gehörte auch ein großer Wassergraben, der den Hof fast komplett umschloss. Im 19./20. Jahrhundert wurde der Weiher zugeschüttet und zu einer Weide für die Nutztiere des Hofes.

## 20. Jahrhundert
Zu Beginn des 20. Jahrhunderts ging der Besitz an die Familie Hamacher über, die dort eine Metzgerei, sowie ein Kolonialwarenladen einrichtete. 1945 besetzten amerikanische Soldaten die Hofanlage und richteten dort eine Funk- und Fernsprechstation ein. Aus dieser Zeit stammt ein Loch in der Haustüre, das zur Verlegung von Kabelsträngen von den Besatzern durchbohrt wurde. Nachdem in den 1950er Jahren ein Anbau für die Metzgerei errichtet worden war, gab man diese in den 1970er Jahren auf.

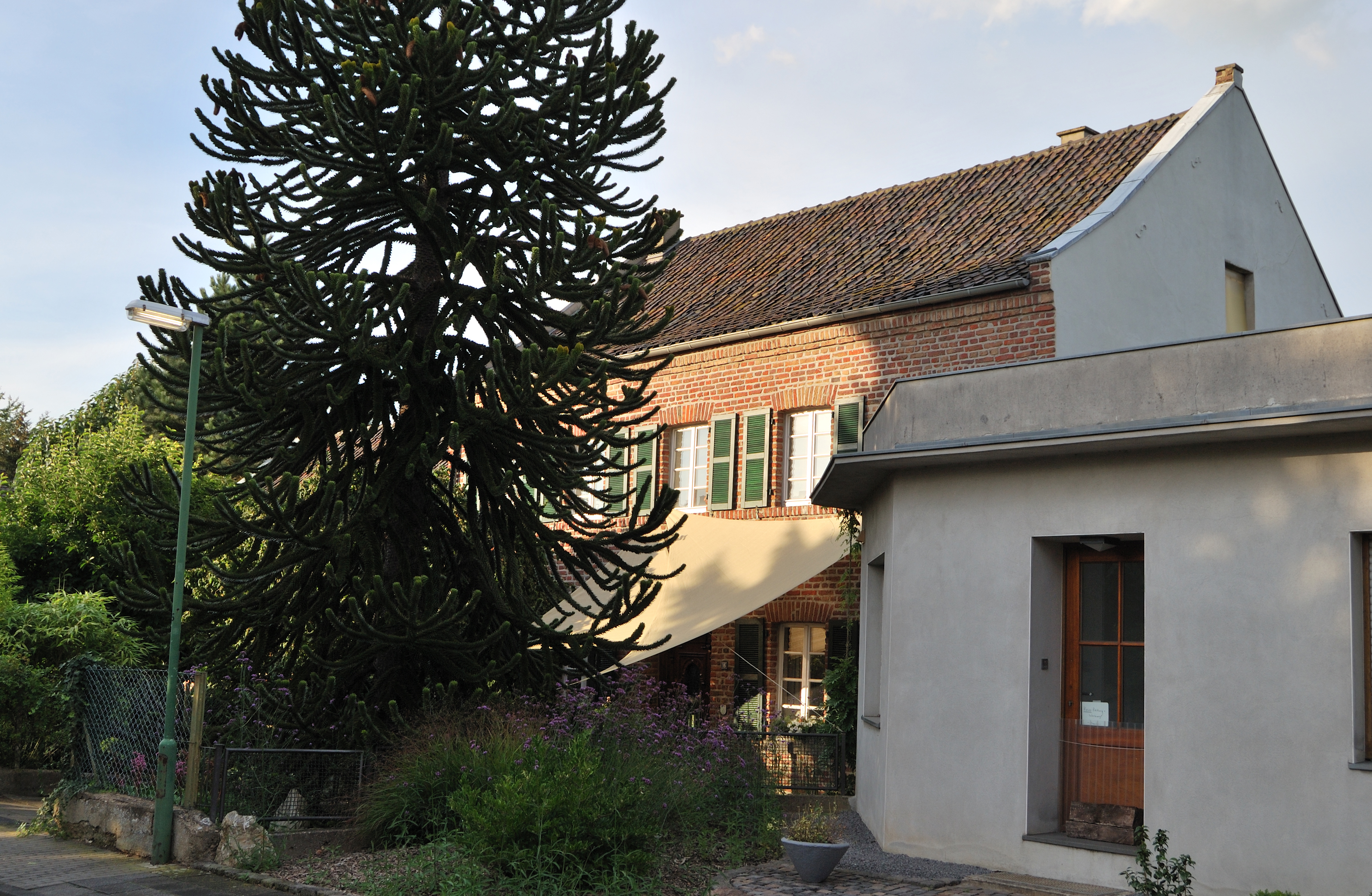
Wohnhaus mit ehemaliger Metzgerei

## Heute
In den letzten Jahren wurde der Fleurshof umfassend restauriert und ist heute einer der wenigen Oberaußemer landwirtschaftlichen Höfe.